# كعب بن عجرة
كَعْبُ بْنُ عُجْرَةَ، أَبُو مُحَمَّدٍ، اَلسَّالِمِيُّ، اَلْبَلَوِيُّ، اَلْأَنْصَارِيُّ، اَلْمَدَنِيُّ: من الصَّحابة، حليف الخزرج، من أهل بيعة الرضوان. تُوُفيَ في المدينة المنورة سنةَ (51 هـ - 671 م).

## اسمه ونسبه
هو كعب بن عجرة بن أمية بن عدي بن عبيد بن الحارث بن عمرو بن عوف بن غنم بن سواد بن مري بن إراشة بن عامر بن عبيلة بن قسميل بن فران بن بلي بن عمرو بن الحاف بن قضاعة

## إسلامه
قال ابن سعد: هو بلوي من حلفاء الخزرج. وقال الواقدي: هو من أنفسهم. وذكر عن رجاله قالوا: استأخر إسلام كعب بن عجرة. وكان له صنم يكرمه ويمسحه، فكان يدعى إلى الإسلام، فيأبى. وكان عبادة بن الصامت له خليلا، فرصده يوما، فلما خرج، دخل عبادة ومعه قدوم، فكسره، فلما أتى كعب قال: من فعل هذا؟ قالوا: عبادة، فخرج مغضبا، ثم فكر في نفسه، وأتى عبادة، فأسلم.

## أحاديثه
له عدة أحاديث روى عنه بنوه: سعد، ومحمد، وعبد الملك، وربيع، وطارق بن شهاب، ومحمد بن سيرين، وأبو وائل، وعبد الله بن معقل، وأبو عبيدة بن عبد الله بن مسعود، وآخرون. حدث بالكوفة بالبصرة فيما أرى.
يروي كعب فيقول: كنت مع النبي - - بالحديبية ونحن مُحرمُون، وقد صده المشركون، فكانت لي وفرة أي شعر كثيف. فجعلت الهوام تساقط على وجهي، فمر بي النبي - - فقال: «أتؤذيك هوام رأسك؟» قلت: نعم. فأمر أن يحلق، ونزلت فيَّ آية الفدية.
قال ضمام بن إسماعيل: حدثني يزيد بن أبي حبيب، وموسى بن وردان، عن كعب بن عجرة قال: أتيت النبي - - يوما، فرأيته متغيرا، قلت: بأبي وأمي، ما لي أراك متغيرا؟ قال: «ما دخل جوفي شيء منذ ثلاث»، فذهبت، فإذا يهودي يسقي إبلا له فسقيت له على كل دلو بتمرة، فجمعت تمرا، فأتيته به. فقال: «أتحبني يا كعب؟» قلت: - بأبي أنت - نعم، قال: «إن الفقر أسرع إلى من يحبني من السيل إلى معادنه، وإنك سيصيبك بلاء فأعد له تجفافا»، قال: ففقده النبي - - فقالوا: مريض، فأتاه، فقال له: «أبشر يا كعب» فقالت أمه: هنيئا لك الجنة. فقال النبي - - «من هذه المتألية على الله؟» قال: هي أمي. قال: «ما يدريك يا أم كعب، لعل كعبا قال ما لا ينفعه، أو منع ما لا يغنيه»، رواه الطبراني.
يقول مسعر، عن ثابت بن عبيد قال: بعثني أبي إلى كعب بن عجرة، فإذا هو أقطع، فقلت لأبي: بعثتني إلى رجل أقطع ! قال: إن يده قد دخلت الجنة، وسيتبعها - إن شاء الله.

## وفاته
توفي عام إحدى وخمسين أو سنة اثنتين وخمسين من الهجرة.